# Marcipa gabonensis
Marcipa gabonensis là một loài bướm đêm trong họ Erebidae.